# Lukomir (Žitorađa)
Pour l’article homonyme, voir Lukomir.
Lukomir (en serbe cyrillique : Лукомир) est un village de Serbie situé dans la municipalité de Žitorađa, district de Toplica. Au recensement de 2011, il comptait 842 habitants.

## Démographie

### Évolution historique de la population
| 1948  | 1953  | 1961  | 1971  | 1981  | 1991  | 2002 | 2011 |
| ----- | ----- | ----- | ----- | ----- | ----- | ---- | ---- |
| 1 065 | 1 103 | 1 040 | 1 058 | 1 090 | 1 024 | 960  | 842  |

|  |